# Merlin ou la Terre dévastée
Pour les articles homonymes, voir Merlin.
Merlin ou la Terre dévastée (en allemand, Merlin oder das wüste Land) est une pièce de théâtre dramatique de Tankred Dorst, écrite à la fin des années 1970 et jouée pour la première fois en 1981. 